# Nacaduba niconia
Nacaduba niconia är en fjärilsart som beskrevs av Felder 1860. Nacaduba niconia ingår i släktet Nacaduba och familjen juvelvingar. Inga underarter finns listade i Catalogue of Life.